# Мокотлонг
Мокотлонг (сесото Mokhotlong) — поселення, адміністративний центр району Мокотлонг в Лесото. Населення - близько 7 тисяч чоловік.

## Клімат
Місто знаходиться у зоні, котра характеризується океанічним кліматом субтропічних нагір'їв. Найтепліший місяць — січень із середньою температурою 16 °C (60.8 °F). Найхолодніший місяць — червень, із середньою температурою 3.9 °С (39 °F).
| Клімат Мокотлонга       | Клімат Мокотлонга | Клімат Мокотлонга | Клімат Мокотлонга | Клімат Мокотлонга | Клімат Мокотлонга | Клімат Мокотлонга | Клімат Мокотлонга | Клімат Мокотлонга | Клімат Мокотлонга | Клімат Мокотлонга | Клімат Мокотлонга | Клімат Мокотлонга | Клімат Мокотлонга |
| Показник                | Січ.              | Лют.              | Бер.              | Квіт.             | Трав.             | Черв.             | Лип.              | Серп.             | Вер.              | Жовт.             | Лист.             | Груд.             | Рік               |
| Середня температура, °C | 16                | 15                | 14                | 10                | 7,1               | 3,9               | 4,3               | 6,6               | 10,6              | 12,3              | 13,3              | 15                | 10,7              |
| Норма опадів, мм        | 127.4             | 107.6             | 88.2              | 47.5              | 20.2              | 11.1              | 9.9               | 21                | 39.8              | 75                | 97.4              | 109.4             | 754.5             |
| Днів з опадами          | 18,4              | 16,5              | 15,3              | 9,9               | 4,1               | 3                 | 3,1               | 4,4               | 6,4               | 14,2              | 15,4              | 18,2              | 128,9             |
| Вологість повітря, %    | 66.2              | 68.5              | 68.7              | 66.5              | 59.1              | 56.3              | 52.3              | 47.7              | 50.6              | 57.4              | 62.6              | 63.5              | 60                |
| ----------------------- | ----------------- | ----------------- | ----------------- | ----------------- | ----------------- | ----------------- | ----------------- | ----------------- | ----------------- | ----------------- | ----------------- | ----------------- | ----------------- |
| Джерело: Weatherbase    |                   |                   |                   |                   |                   |                   |                   |                   |                   |                   |                   |                   |                   |